# Petaserpes mutabilis
Petaserpes mutabilis är en mångfotingart som först beskrevs av Ottis Robert Causey 1951.  Petaserpes mutabilis ingår i släktet Petaserpes och familjen koppardubbelfotingar. Inga underarter finns listade i Catalogue of Life.